# Upeneus crosnieri
 Upeneus crosnieri és una espècie de peix de la família dels múl·lids i de l'ordre dels perciformes.

## Morfologia
Els mascles poden assolir els 12,9 cm de longitud total.

## Distribució geogràfica
Es troba a l'oest de l'oceà Índic.